# TV-året 1981

## Händelser

### Februari
- 21 februari - Melodifestivalen vinns av Björn Skifs med låten Fångad i en dröm.

### Mars
- 6 mars - Amerikanske TV-mannen Walter Cronkite, från 1962 programledare för CBS nyhetssändningar, pensioneras.[1]

### April
- 4 april - Eurovision Song Contest vinns av brittiska Bucks Fizz med låten Making Your Mind Up.

### Augusti
- 1 augusti - Musikkanalen MTV startar i USA. [2]
- 19 augusti - SVT köper sändningsrätten till 362 svenska filmer från åren 1907-1969 från det ekonomiskt krisdrabbade Svensk Filmindustri för 28 miljoner SEK.[1]

### September
- 25 september - Sam Nilsson utses till ny VD för SVT.[1]

### December
- 17 december - Sveriges riksdag beslutar att ge radio- och TV-tillverkaren Luxor AB kapitaltillskott på 175 miljoner SEK.[1]

### Okänt datum
- Trots 262 anmälningar för propalestinsk partiskhet frias TV-serien Det finns inga smålänningar av Radionämnden.
- TV-licensen för färg-TV höjs till 167 kronor per kvartal.
- Sovjetiska TV-kanalen Horizont blir genom vidarebefordrade satellitsändningar tillgänglig i kvarteret Kronprinsen i Malmö i Sverige.[3]

## TV-program

### CBS
- 12 september - Seriestart, Blackstar
- 5 december - Serieavslutning, Blackstar

### Sveriges Television
- 1 januari - Operan Arresten på Bohus med Rolf Cederlöf, Gunilla Söderström, Loa Falkman med flera.
- 2 januari - Folklustspelet Mimmi från Möllevången med Nils Poppe
- 3 januari - Amerikanska serien Kalla mig Billy Jim (Hawkins) med bl.a. James Stewart
- 3 januari - TV-pjäs för barn, Med slöja och svärd med Johan Rabaeus, Thomas Roos med flera.
- 4 januari - TV-pjäsen Stipendiet med Tomas Pontén, Jan Bergquist, Irene Lindh, Gus Dahlström med flera.
- 4 januari - Miniserien Pank med Anna Godenius, Björn Gedda med flera.
- 5 januari - Repris från 1974 av Från A till Ö med Birgitta Andersson, Bert-Åke Varg med flera.
- 5 januari - Pjäsen En midsommarnattsdröm med Rolf Lassgård, Peter Haber, Anders Beckman med flera.
- 7 januari - Nyzeeländska ungdomsserien Tro på din dröm
- 7 januari - Amerikanska serien Oäktingen (The Bastard)
- 11 januari - Frågesporten Ringside med Bengt Bedrup
- 11 januari - Premiär för amerikanska komediserien Taxi med Danny DeVito, Tony Danza, Andy Kaufman med flera.
- 12 januari - Ny omgång av Kafé 18 med Agneta Bolme och Jan Bonnevier
- 12 januari - Ny omgång av amerikanska komediserien M.A.S.H.
- 12 januari - Amerikanska serien Gifta (United States)
- 14 januari - TV-pjäsen Svartskallen med Pia Green, Olof Widgren, Gunn Wållgren, Christina Schollin med flera.
- 15 januari - TV-serien Babels hus, om sjukvård efter P. C. Jersilds roman med samma namn, börjar sändas i SVT [4] med bland andra Carl-Gustaf Lindstedt, Ingvar Hirdwall med flera.
- 15 januari - Ny omgång av Hem till gården (Emmerdale Farm)
- 16 januari - Brittiska thrillern Mördare i vax (avsnitt ur serien Cribb)
- 17 januari - Underhållningsserien Janne Carlsson Show med Janne "Loffe" Carlsson och gäster
- 25 januari - Västtyska dramaserien Berlin Alexanderplatz (Berlin Alexanderplatz)
- 25 januari - Ny omgång av Skrivklådan med Staffan Ling, Bengt Andersson, Bert-Åke Varg med flera.
- 28 januari - Brittiska serien Ingen är fullkomlig (Nobody's Perfect) med Ron Moody
- 30 januari - Amerikanska TV-serien Dallas debuterar i SVT [5].
- 30 januari - Åttonde omgången av frågesporten Vem vet var? med Carl-Uno Sjöblom och Pekka Langer
- 30 januari - Underhållningsserien Lösnummer med Johannes Brost, Kjell Bergqvist, Per Eggers, Tomas Bolme med flera.
- 31 januari - Repris från 1968 av Bombi Bitt och jag med Stellan Skarsgård, Åke Grönberg, Åke Fridell med flera.
- 1 februari - TV-pjäsen Scener från ett radhusområde med Benny Haag, Roland Hedlund, Fillie Lyckow, Niels Dybeck med flera.
- 2 februari - Ny omgång av Måndagsbörsen med Jonas Hallberg
- 3 februari - Operetten Ingen kärlek utan tryffel med Loa Falkman, John Harryson, Bert-Åke Varg med flera.
- 10 februari - Italienska dramaserien Den utstötta (L’esclusa)
- 12 februari - Ny omgång av Sånt är livet med Åke Wilhelmsson, Inger Säfwenberg och Henrik S. Järrel
- 13 februari - Dolda kameran med Åke Arenhill
- 15 februari - Brittiska komediserien Ombytta roller (To the Manor Born)
- 18 februari - Nyzeeländska dramaserien Den flygande kiwin
- 18 februari - Satirserien Nybäddat med Birgitta Götestam, Peter Flack med flera. Premiärgäst: Pernilla Wahlgren
- 20 februari - After Darks krogshow från 1980, Förför Sverige i tiden
- 22 februari - Novellfilmen Himlens stjärnor med Ernst-Hugo Järegård, Ingvar Andersson, Per Ragnar med flera.
- 24 februari - Komediserien Skärp dig älskling! med Sven Holmberg, Agneta Prytz, Meg Westergren, Stellan Skarsgård med flera.
- 25 februari - Kortfilmen Världen är så stor, så stor av Bille August
- 28 februari - Ny omgång av Här är ditt liv med Lasse Holmqvist
- 28 februari - Tecknade Doktor Snuggles
- 1 mars - Premiär för komediserien På kurs med Kurt med Michael Segerström, Per Eggers, Gustav Kling med flera.
- 7 mars - Kvinnofest 1981 från Cirkus leds av Kim Anderzon och Lottie Ejebrant
- 8 mars - Ny omgång av komediserien Lödder (Soap)
- 13 mars - Premiär för komediserien Uppåt väggarna med Gunnar Bernstrup och Stellan Sundahl
- 15 mars - TV-pjäsen Lysistrate med Lena Nyman, Ulf Brunnberg, Inga Gill, Anita Ekström, Peter Harryson med flera.
- 16 mars - Caféprogrammet Östnöje från Norrköping med Bengt Nordlund
- 18 mars - Amerikanska serien Maxx (Me and Maxx)
- 18 mars - Dramaserien Charlotte Löwensköld och Anna Svärd med Ingrid Janbell, Gunnar Björnstrand, Sickan Carlsson, Sven Wollter, Arja Saijonmaa med flera.
- 19 mars - Aktualitetsprogrammet Nattugglan med Siewert Öholm
- 24 mars - Italienska dramaserien Fyrtio dagars frihet
- 27 mars - Franska dramaserien Äventyr i luften (L'aéropostale, courrier du ciel) om postflyget
- 27 mars - Underhållningsserien Confetti med Cyndee Peters och gäster
- 29 mars - TV-pjäsen I pjönaleken med Olof Bergström, Ingvar Andersson med flera.
- 5 april - TV-pjäsen Fru Carrars gevär med Thomas Hellberg, Margaretha Krook, Kjell Bergqvist, Pontus Gustafson, Börje Ahlstedt med flera.
- 9 april - Thrillerserien Fem dagar i december med Rune Turesson, Evabritt Strandberg, Kent Andersson, Anders Nyström med flera.
- 13 april - Ny omgång av Lilla huset på prärien (Little House on the Prairie)
- 18 april - Australiska dramaserien Guldrush (Rush)
- 19 april - TV-filmen Kvinnoorkestern (Playing for Time) med Viveca Lindfors, Maud Adams med flera.
- 26 april - TV-pjäsen Som enda närvarande med Sonja Hejdeman, Meta Velander, Ingvar Hirdwall med flera.
- 28 april - Brittiska serien Mullvaden (Tinker, Tailor, Soldier, Spy) med Alec Guinness med flera.
- 28 april - TV-pjäsen Drottning Kristina med Lena Nyman, Carl-Gustaf Lindstedt, Yvonne Lombard, Ingvar Hirdwall, Mats Bergman med flera.
- 2 maj - Brittiska kriminalserien Kommissarie Maggie (The Gentle Touch)
- 2 maj - Jerry Williams visar filmklipp med rockmusik i Rockrullen
- 3 maj - TV-pjäsen Vårt dagliga bröd med Lena Söderblom, Pontus Gustafson, Anders Nyström med flera.
- 4 maj - Brittiska krigsserien Fångad i fiendeland (Fair Stood the Wind for France)
- 5 maj - Ny omgång av Onedinlinjen
- 6 maj - TV-pjäsen Den oersättlige med Sven Holmberg, Lars-Erik Berenett, Gunilla Nyroos, Tommy Johnson med flera.
- 8 maj - Ny omgång av Gäst hos Hagge med bl.a. prins Bertil som gäst
- 8 maj - Komediserien Häpnadsväktarna med Birgitta Andersson, Sven Lindberg, Sven Melander, Jan Bergquist med flera.
- 9 maj - TV-pjäsen Skapelsens krona med Mona Malm, Fillie Lyckow, Bibi Andersson, Lena Söderblom med flera.
- 11 maj - Ett avsnitt av amerikanska TV-serien Gänget och jag (Happy Days)
- 20 maj - TV-pjäsen Det kommer tre vandringsmän med Krister Henriksson, Rolf Skoglund, Pontus Gustafson med flera.
- 31 maj - Dokumentärfilm om Bröderna Djup av Ingvar Oldsberg
- 4 juni - Finska kriminalserien En okänd vän med Åke Lindman
- 7 juni - Amerikanska dramaserien Bländad av makten (Blind Ambition) om Watergateskandalen
- 8 juni - Ny omgång av västtyska kriminalserien Den gamle deckarräven (Der Alte)
- 10 juni - Brittiska ungdomsserien Det stora skogsäventyret (Brendon Chase)
- 10 juni - Isländska miniserien Det återfunna paradiset (Das wiedergefundene Paradies)
- 14 juni - Ny omgång av amerikanska komediserien Mork och Mindy (Mork & Mindy)
- 16 juni - Brittiska thrillerserien Varför bad de inte Evans? (Why Didn't They Ask Evans?)
- 20 juni - Amerikanska TV-filmen Vilda tider (Wild Times) med Bruce Boxleitner
- 24 juni - Italienska miniserien Svart på svart, regi Dante Guardamagna
- 29 juni - Brittiska miniserien Thérèse Raquin (Thérèse Raquin)
- 30 juni - Brittiska krigsserien Hemliga armén (Secret Army)
- 3 juli - TV-premiär för Carl-Anton i Vita Bergen med Carl-Anton Axelsson
- 4 juli - Amerikanska serien Den otrolige Hulken (The Incredible Hulk)
- 6 juli - Sketcher med Gösta Ekman i Herr Gunnar Papphammar (TV-premiär 1980)
- 9 juli - Franska serien Ung och grön (Le jeune homme vert)
- 10 juli - Repris från 1974 av Fleksnes fataliteter med Rolv Wesenlund
- 12 juli - Amerikanska komediserien Sänt va're här (WKRP in Cincinnati)
- 14 juli - Amerikanska miniserien Drömmarnas marknad (The Dream Merchants)
- 15 juli - Kanadensiska TV-pjäsen Gammal refräng (Les violons de l'automne)
- 18 juli - Amerikanska miniserien Gyllene ögonblick (The Golden Moment: An Olympic Love Story)
- 20 juli - Västtyska serien Vind för våg (Die Große Flatter)
- 28 juli - Amerikanska miniserien Scruples (Scruples)
- 29 juli – Bröllopet mellan prins Charles och Diana Spencer kommenteras av Lennart Hyland och Christina Hansegård[6]
- 8 augusti - Underhållningsserien Sommar vid Stenungsund med Gunnar Wiklund och Per Ragnar
- 12 augusti - Franska miniserien Den långa vägen till tronen (Joséphine ou la comédie des ambitions) om Joséphine de Beauharnais
- 15 augusti - TV-pjäsen Antigone med Eva Engström och Håkan Serner
- 17 augusti - Ny omgång av Två och en flygel med Berndt Egerbladh
- 18 augusti - Franska kriminalserien Livsfarlig press (Le journal)
- 21 augusti - Underhållningsserien Lindén på scen med Agneta Lindén och gäster
- 24 augusti - Repris från 1977 av Sant och sånt med Staffan Ling och Bengt Andersson
- 27 augusti - Ny omgång av Lilla huset på prärien (The Little House on the Prairie)
- 27 augusti - Brittiska kriminalserien Lag och ordning (Law and Order)
- 28 augusti - Musikprogrammet Per-Erik leker vid en flygel med Per-Erik Hallin
- 30 augusti - TV-filmen Inkräktaren (The Trespasser)
- 3 september - Dramaserien Det finns inga smålänningar med Kim Anderzon, Evert Lindkvist med flera.
- 5 september - Repris från 1976 av Den vita stenen med Julia Hede och Ulf Hasseltorp
- 7 september - Ny omgång av Kafé 18 med Agneta Bolme och Jan Bonnevier
- 11 september - Amerikanska deckarserien Nero Wolfe, privatdetektiv (Nero Wolfe)
- 13 september - TV-pjäsen Hans Christian och sällskapet med Ernst-Hugo Järegård, Hjördis Petterson, Per Oscarsson, Ernst Günther med flera.
- 13 september - Den litterära frågesporten Ex Libris
- 16 september - Premiär för Magazinet med Jan Guillou och Annika Hagström
- 18 september - Underhållningsserien Lite grand i örat med Anni-Frid Lyngstad och Claes af Geijerstam samt gäster
- 19 september - Komediserien Lita på mig! med Gösta Bernhard, Siv Ericks, Lena-Maria Gårdenäs-Lawton, Eva Bysing med flera.
- 19 september - Franska deckarserien Moulin (Commissaire Moulin)
- 20 september - TV-pjäsen Inget att bråka om, Johansson, regi Kjell Sundvall, med Gus Dahlström, Per Oscarsson med flera.
- 23 september - Brittiska komediserien Tjena mors! (Hi-De-Hi)
- 24 september - Ny omgång av amerikanska Dallas
- 27 september - TV-filmen Kung Jöns med Ingvar Andersson, Marvin Yxner, Nils Ahlroth med flera.
- 27 september - Amerikanska komediserien Barney Miller (Barney Miller)
- 28 september - Ny omgång av Måndagsbörsen med Jonas Hallberg
- 29 september - Ny omgång av Kommissarie Maggie (The Gentle Touch)
- 1 oktober - Irländska dramaserien Trolös stad (Strumpet City)
- 2 oktober - Amerikanska ungdomsserien Jennifers resa (Jennifer’s Journey)
- 3 oktober - Ny omgång av Visst nappar det med Bengt Öste och Larz-Thure Ljungdahl
- 4 oktober - TV-pjäsen Arvet med Maj Lindström, Ann-Marie Gyllenspetz, Sven Holmberg
- 6 oktober - TV-pjäsen Liten Karin om Karin Månsdotter med Pia Green, Sif Ruud, Tomas Pontén, Börje Ahlstedt, Krister Henriksson med flera.
- 7 oktober - Serien Hem och kastrull med formgivaren Lena Larsson
- 9 oktober - Hagges jubileumsrevy med Hagge Geigert, Stefan Ljungqvist, Laila Westersund med flera.
- 11 oktober - TV-pjäsen Antigone med Bibi Andersson, Pia Green med flera.
- 13 oktober - Brittiska dramaserien Stumfilmstider (Flickers)
- 14 oktober - Dramadokumentären Dagar i Gdansk med Robert Sjöblom, Tomas Bolme, Thomas Hellberg, Anita Ekström med flera.
- 16 oktober - Premiär för Notknäckarna med Carl-Uno Sjöblom och Pekka Langer
- 17 oktober - Premiär för Fönster mot TV-världen med Åke Wihlney
- 19 oktober - Ny omgång av Sonya med Y med Sonya Hedenbratt
- 21 oktober - TV-pjäsen Missförståndet, regi Bo Widerberg, med Sif Ruud, Lena Nyman, Lars Green med flera.
- 23 oktober - Ny omgång av Fleksnes fataliteter med Rolv Wesenlund
- 25 oktober - Monologen Clownen Jac med Ernst-Hugo Järegård
- 25 oktober - Dramaserien För en liten snuvas skull med Per Oscarsson, Helena Brodin, Ernst Günther, Björn Granath med flera.
- 26 oktober - Ny omgång av amerikanska komediserien M.A.S.H.
- 30 oktober - Repris från 1970 av Söderkåkar med Arne Källerud, Tor Isedal, Gunn Wållgren, Monica Zetterlund, Sune Mangs med flera.
- 30 oktober - Ny omgång av Sånt är livet med Åke Wilhelmsson, Inger Säfwenberg och Henrik S. Järrel
- 31 oktober - Premiär för frågesporten Kvitt eller dubbelt, domare Jan-Öjvind Swahn
- 31 oktober - Premiär för Svenska Sesam med Lill Lindfors, Magnus Härenstam, Nils Eklund och Gunilla Åkesson
- 31 oktober - Teaterföreställningen Pinocchio med Louise Raeder, Stig Grybe, Ulf Brunnberg med flera.
- 1 november - TV-pjäsen Genombrottet av Jan Guillou med Janne Carlsson, Kjell Bergqvist, Lars Amble, Yvonne Lombard med flera.
- 4 november - TV-pjäsen Zéb-un-nisá med Suzanne Reuter, Erland Josephson, Kjell Bergqvist, Anita Björk med flera.
- 7 november - Ny omgång av den franska tecknade serien Det var en gång
- 8 november - TV-pjäsen Audiens av Václav Havel med Ernst Günther, Carl-Ivar Nilsson
- 11 november - Sjätte säsongen av Hylands hörna med Lennart Hyland
- 11 november - Träna med TV med Bengt Bedrup och Bengt Nordlund
- 15 november - Brittiska komediserien Morecambe & Wise med Ernie Wise och Eric Morecambe
- 16 november - Magasinsprogrammet Hemma efter 18 med Siewert Öholm
- 17 november - TV-pjäsen Hundarnas morgon med Micha Gabay, Gunilla Nyroos, Marvin Yxner, Gösta Krantz med flera.
- 19 november - Italienska miniserien Bara ett par skor
- 24 november - TV-pjäsen Kallocain med Sven Wollter, Helena Brodin, Per Oscarsson, Ernst Günther med flera.
- 25 november - Faktaserien Svearikets vagga om Sveriges historia
- 29 november - TV-pjäsen När barnen har makten med Ernst-Hugo Järegård, Börje Ahlstedt, Irene Lindh, Maria Hedborg, Pia Green med flera.
- 1 december - Årets julkalender är Stjärnhuset med Sif Ruud och Johannes Brost. [7]
- 1 december - TV-pjäsen Två slår den tredje i regi av Richard Hobert med Per Oscarsson, Ernst Günther
- 2 december - Franska miniserien Han kom som en vind (Le tourbillon des jours)
- 4 december - Brittiska kriminalserien Ring så spanar vi (Shoestring)
- 6 december - Ny omgång av amerikanska komediserien Lödder (Soap)
- 13 december - TV-pjäsen Beteendelek med Jan Bergquist, Grynet Molvig, Helge Skoog, Meta Velander med flera.
- 19 december - Repris av fem avsnitt av Bröderna Cartwright (Bonanza)
- 20 december - TV-pjäsen Pappa och himlen med Rune Turesson, Solveig Ternström, Barbro Oborg med flera.
- 21 december - Brittiska serien Påhittige Schulz (Private Schulz)
- 24 december - Jullovsserien Familjen Julofsson med Louise Raeder, Stefan Grybe, Ulf Brunnberg, Lottie Ejebrant med flera.
- 25 december - Franska miniserien Nana (Nana)
- 25 december - Revyn Sex damer i leken med Annalisa Ericson, Inga Gill, Anna Sundqvist, Eva Bysing med flera.
- 26 december - Repris från 1980 av brittiska Plankan (The Plank)
- 26 december - Repris från 1980 av Värmlänningarna med Anna-Lotta Larsson med flera.
- 27 december - Premiär för Trolltyg i tomteskogen
- 27 december - TV-pjäsen Inackorderingen med Kjell Bergqvist, Margaretha Krook med flera.
- 28 december - Barnserien Du måste förstå att jag älskar Fantomen med Mats Bergman, Kristina Adolphson samt en ung Vanna Rosenberg med flera.
- 29 december - TV-pjäsen Linje lusta, regi Bo Widerberg, med Bibi Andersson, Krister Henriksson, Maria Hedborg, Börje Ahlstedt med flera.

## Avlidna
- 27 mars – Olle Björklund, 64, svensk skådespelare och TV-reporter.[1]

### Fotnoter
1. 1 2 3 4 5   Horisont 1981. Bertmarks
2. ↑  ”MTV's 25 years of non-stop hits” (på engelska). BBC. 1 augusti 2006. http://news.bbc.co.uk/2/hi/entertainment/5210528.stm. Läst 19 februari 2017.
3. ↑  Jan Milld (8 januari 2008). ”Television”. Svensk historia. Arkiverad från originalet den 5 mars 2016. https://web.archive.org/web/20160305111056/http://www.bgf.nu/historia/6/tv.html. Läst 19 februari 2017.
4. ↑  Hundra år i Sverige - 1981, Hans Dahlberg, Albert Bonniers, 1999
5. ↑  100 år med Aftonbladet – Vi älskade att hata JR– och lida med Pam, 1999
6. ↑  https://www.expressen.se/nyheter/inloggad/prins-charles-och-dianas-kyss-fick-england-att-jubla/ Prins Charles och Dianas kyss fick England att jubla]
7. ↑  ”Jultradition”. Arkiverad från originalet den 25 april 2012. https://web.archive.org/web/20120425112719/http://www.jultradition.se/tv.htm. Läst 26 mars 2011.